# Afrorylon crampeli
Afrorylon crampeli là một loài bọ cánh cứng trong họ Cerylonidae. Loài này được Grouvelle miêu tả khoa học năm 1914.